# HMS Myngs (R06)
Lo HMS Myngs (pennant number R06) fu un cacciatorpediniere della Royal Navy britannica, appartenente alla classe Z; entrato in servizio nel giugno del 1944, partecipò alle fasi finali della seconda guerra mondiale, operando prevalentemente nel Mare del Nord e nella scorta dei "convogli artici".
Relegato a compiti d'addestramento e poi passato in riserva nel dopoguerra, il cacciatorpediniere venne venduto nel 1955 all'Egitto, entrando in servizio con la Marina militare egiziana sotto il nuovo nome di El Qaher. Coinvolta negli eventi della guerra d'attrito tra Egitto e Israele, la nave fu affondata il 16 maggio 1970 davanti al vecchio porto di Berenice in un attacco di velivoli israeliani.

## Storia

### Servizio nella Royal Navy
Impostata nei cantieri navali della Vickers-Armstrongs di Newcastle upon Tyne il 27 maggio 1942, la nave venne varata il 31 maggio 1943 con il nome di Myngs in onore di Christopher Myngs, ammiraglio inglese del XVII secolo, seconda unità navale britannica a portare questo nome. Entrata in servizio il 23 giugno 1944, l'unità fu designata come conduttore della 2nd Destroyer Flotilla della Home Fleet, e inviata di stanza a Scapa Flow; dopo aver completato le esercitazioni di messa a punto, il Myngs partecipò alla sua prima operazione reale tra l'8 e il 10 agosto, quando scortò un gruppo di portaerei britanniche dirette a stendere campi di mine navali per via aerea al largo delle coste della Norvegia (operazione Offspring). Il 15 agosto il Myngs salpò invece di scorta a un altro gruppo di portaerei britanniche diretto a lanciare attacchi contro la nave da battaglia tedesca Tirpitz ancorata ad Altafjord nella Norvegia settentrionale (operazione Goodwood); dopo ritardi causati dal maltempo, la forza britannica lanciò vari attacchi aerei alla Tirpitz tra il 22 e il 29 agosto, ma non riuscì a causare danni seri alla nave e dovette anzi ritirarsi dopo che la portaerei HMS Nabob ebbe riportato danni gravi in un siluramento a opera di un U-Boot.
Tra l'11 e il 12 settembre 1944 il Myngs scortò la portaerei HMS Furious in una nuova missione di minamento per via aerea delle acque norvegesi (operazione Begonia), rientrando a Scapa Flow il 13 settembre; tra il 15 e il 17 settembre invece il cacciatorpediniere fece parte della scorta a distanza del convoglio JW 60, salpato da Loch Ewe in Scozia e diretto a Murmansk in Unione Sovietica. Tra ottobre e novembre 1944 il cacciatorpediniere tornò altre due volte nelle acque della Norvegia: tra il 13 e il 15 ottobre il Myngs scortò la portaerei HMS Fencer, i cui velivoli depositarono mine e sferrarono attacchi aerei al traffico navale tedesco lungo le coste norvegesi tra l'isola di Ristos e Aarumsund (operazione Lycidas); il 12 novembre invece il Myngs e altri tre cacciatorpediniere scortarono l'incrociatore pesante HMS Kent in un attacco al convoglio tedesco KS357 sorpreso in navigazione davanti Egersund (operazione Counterblast), azione al termine della quale due mercantili e due dragamine tedeschi furono colati a picco dai britannici.
Dopo manovre ed esercitazioni nella zona di Scapa Flow il Myngs riprese le operazioni il 1º gennaio 1945, quando fece parte della scorta del convoglio JW 63 diretto a Murmansk; arrivato a destinazione senza problemi l'8 gennaio, il cacciatorpediniere ripartì l'11 gennaio di scorta al convoglio RA 63 diretto in senso opposto, arrivando a Loch Ewe il 21 gennaio senza aver incontrato il nemico. Febbraio vide la ripresa delle missioni di scorta alle portaerei dirette a minare le acque norvegesi, azioni a cui il Myngs partecipò il 10 febbraio (operazione Selenium) e il 21 febbraio (operazione Sheed); il 24 febbraio invece il cacciatorpediniere si aggregò in mare alla scorta del convoglio RA 64 partito da Murmansk, scortandolo fino al 27 quando rientrò a Scapa Flow. Il 12 marzo il Myngs fu aggregato alla scorta del convoglio JW 65 diretto a Murmansk dal Regno Unito; il convoglio subì vari attacchi a opera degli U-Boot, perdendo un mercantile e una fregata della scorta. Una volta a Murmansk, il Myngs ripartì il 23 marzo con la scorta del convoglio RA 65, portato a destinazione il 30 marzo seguente. Trasferito in forza alla 4th Destroyer Flotilla all'inizio di aprile, il Myngs non vide tuttavia più l'azione bellica fino alla conclusione del conflitto l'8 maggio seguente; tra luglio e agosto il cacciatorpediniere presenziò a Woolwich alle celebrazioni per la vittoria nel conflitto.
Nel dopoguerra il Myngs fu trasferito in forza alla 3rd Escort Flotilla di base a Portland nel sud dell'Inghilterra, e impiegato per scopi di addestramento; nel settembre 1954 la nave fu ritirata dal servizio attivo e posta in riserva, in vista dei lavori per la sua conversione in fregata anti-sommergibili classe Type 15. I lavori di conversione non ebbero però mai inizio e l'unità fu quindi messa a disposizione per la vendita a nazioni straniere, venendo infine ceduta all'Egitto nel 1955 unitamente al gemello HMS Zenith.

### Servizio nella Al-Quwwāt al-Baḥriyya al-Miṣriyya
Dopo lavori di ripristino presso i cantieri della J. Samuel White di Cowes, il cacciatorpediniere entrò in servizio con i nuovi proprietari il 28 agosto 1956 sotto il nome di El Qaher. La nave tornò altre due volte a Cowes per lavori di manutenzione nel maggio 1963 e nel luglio 1964; tra il 1969 e il 1970 invece la nave fu riequipaggiata con sistemi elettronici di origine sovietica.
L'unità si trovava dislocata nel Mar Rosso, presso la base navale della penisola di Ras Banas nelle vicinanze del vecchio porto di Berenice, quando rimase coinvolta negli eventi della cosiddetta "guerra d'attrito", uno stato di costante tensione militare e scontri di frontiera tra Egitto e Israele proseguito ininterrottamente dal giugno 1967 all'agosto 1970 lungo le sponde del canale di Suez. Dopo che unità navali lanciamissili egiziane ebbero affondato un peschereccio israeliano nelle acque a nord della penisola del Sinai uccidendo due marittimi, l'Aeronautica israeliana lanciò un attacco di rappresaglia il 16 maggio 1970 contro le unità egiziane ancorate a Ras Banas: una formazione di caccia Dassault Mirage III prese di mira l'El Qaher fermo all'ancora, e benché il cacciatorpediniere cercasse di difendersi con il fuoco dei suoi cannoni antiaerei fu ben presto centrato da alcuni missili e più volte mitragliato dai velivoli israeliani. In preda alle fiamme, lo scafo fu squarciato dalle esplosioni interne e iniziò ad affondare di poppa, per poi girarsi sull'ancora e adagiarsi contro un banco di corallo rimanendo con la prua fuori dall'acqua. Il governo egiziano ammise la perdita dell'unità ma non rilasciò alcun comunicato circa eventuali vittime tra l'equipaggio presente a bordo; nello stesso attacco i Mirage israeliani presero di mira e mandarono a fondo anche una motocannoniera missilistica classe Komar egiziana, mentre nessuno dei velivoli attaccanti ebbe a riportare qualche danno. 
L'affondamento dell'El Qaher fu visto dagli israeliani come un modo per "pareggiare" la perdita del loro cacciatorpediniere INS Eliat, anch'esso un'unità classe Z ex britannica ceduta nel 1955, affondato il 21 ottobre 1967 dopo essere stato colpito da missili antinave egiziani davanti Porto Said.